# Asiagone
Asiagone é um gênero de aranhas da família Linyphiidae descrito em 2014. Engloba 4 espécies, que são encontradas na Ásia.